# Tuerckheimia guatemalensis
Tuerckheimia guatemalensis är en bladmossart som beskrevs av Brotherus 1910. Tuerckheimia guatemalensis ingår i släktet Tuerckheimia och familjen Pottiaceae. Inga underarter finns listade i Catalogue of Life.